# Rhantaticus congestus
Rhantaticus congestus is een keversoort uit de familie waterroofkevers (Dytiscidae). De wetenschappelijke naam van de soort werd voor het eerst geldig gepubliceerd in 1833 door Klug als Hydaticus congestus.